# 大藪雄汰
大藪 雄汰（おおやぶ　ゆうた、1995年2月23日 - ）は、日本の俳優、モデル、YouTuber。
京都府出身、日本体育大学を卒業。

## 略歴
- 京都外大西高校、日本体育大学体育学部体育学科卒業
- 2017年　舞台サンドアート朗読劇で俳優デビュー。
- 2018年　AbemaTV　恋愛サバイバル　オトシアイに出演。
- 2019年　ＮＨＫ　大河ドラマいだてん～東京オリンピック噺～入江稔夫役で出演

## 人物
- 京都府京都市出身。
- 身長174ｃｍ、Ｏ型。
- 4歳の頃から水泳を始める。小学生時代に全国大会4位に入賞。中学校時代には全国大会3位の成績を残している。その後、京都外大西高校に進学し大会などで活躍。大学は日本体育大学に進学し、大学3回生の時にミス・ミスター日体大コンテストでグランプリを獲得。大学水泳引退後から俳優として活動をしている。

## 出演

### テレビドラマ
- 大河ドラマ いだてん〜東京オリムピック噺〜 入江稔夫役　第25～32、36話（2019年6月30日、7月28日～8月25日、9月22日）ＮＨＫ総合

### 映画
- 前田建設ファンタジー営業部（2020年1月31日～英勉監督）工場員役

### バラエティ
- AbemaTV　恋愛サバイバル　オトシアイ　ユウタ第1～6話（2018年～　秋元康プロデュース）

### ＣＭ・ＷＥＢＣＭ
- コカ・コーラ　アクエリアス　チャレンジ水泳編（2019年）
- テレビ朝日　ゴーちゃんラボ　GilletteＣＭ（2019年）
- デレステ　ラグビー編（2020年）

### 舞台
- サンドアート朗読劇（2017年）-　グレース、海の王役
- ドンパスクワーレ（2019年）-　新国立劇場　召使役

### ファッションショー
- Fashion　leader's　real7（2017年12月）

### YouTube
- ゆうゆうチャンネル（2020〜）